# کوبرا-پژبودووکا
کوبرا-پژبودووکا (به لهستانی:  Kubra-Przebudówka) یک روستا در لهستان است که در گمینا پژتووه واقع شده‌است.